# 卡羅琳·米道斯
卡羅琳·道根·米道斯（英語：Carolyn Dodgen Meadows，1938年—），是一位美国保守派活躍分子，前美国全国步枪协会的總裁。時任總裁奧利弗·諾斯被迫下台後，她於2019年4月當選該協會的總裁。  她還担任美国保守派联盟董事会第二副主席和石山纪念协会董事会主席。  